# Человек года в НХЛ
Человек года в НХЛ (англ. Budweiser NHL Man of the Year Award) — приз, вручавшийся игрокам НХЛ за их спортивное благородство и участия в благотворительности. Трофей был создан пивоваренной компанией Anheuser-Busch, производящей пиво Budweiser, от сюда и полное название приза. Каждая команда НХЛ номинировала своего игрока, а победитель выбирался жюри в начале плей-офф Кубка Стэнли и получал 21 тыс. долларов на пожертвование их благотворительным организациям. Премия вручалась с 1988 по 1992 год, после чего была упразднена. Шесть лет спустя был учреждён Приз игроку НХЛ за благотворительность, который носит подобные функции.

## Обладатели
| Сезон   | Игрок            | Национальность | Позиция | Команда            | Примечание |
| ------- | ---------------- | -------------- | ------- | ------------------ | ---------- |
| 1987/88 | Брайан Тротье    | Канада · США   | ЦН      | Нью-Йорк Айлендерс | [ 2 ]      |
| 1988/89 | Лэнни Макдональд | Канада         | ПН      | Калгари Флэймз     | [ 3 ]      |
| 1989/90 | Кевин Лоу        | Канада         | ЗЩ      | Эдмонтон Ойлерз    | [ 4 ]      |
| 1990/91 | Кевин Динин      | Канада         | ПН      | Хартфорд Уэйлерс   | [ 5 ]      |
| 1991/92 | Райан Уолтер     | Канада         | ЦН      | Ванкувер Кэнакс    | [ 6 ]      |